# معركة كوليونفيرتا

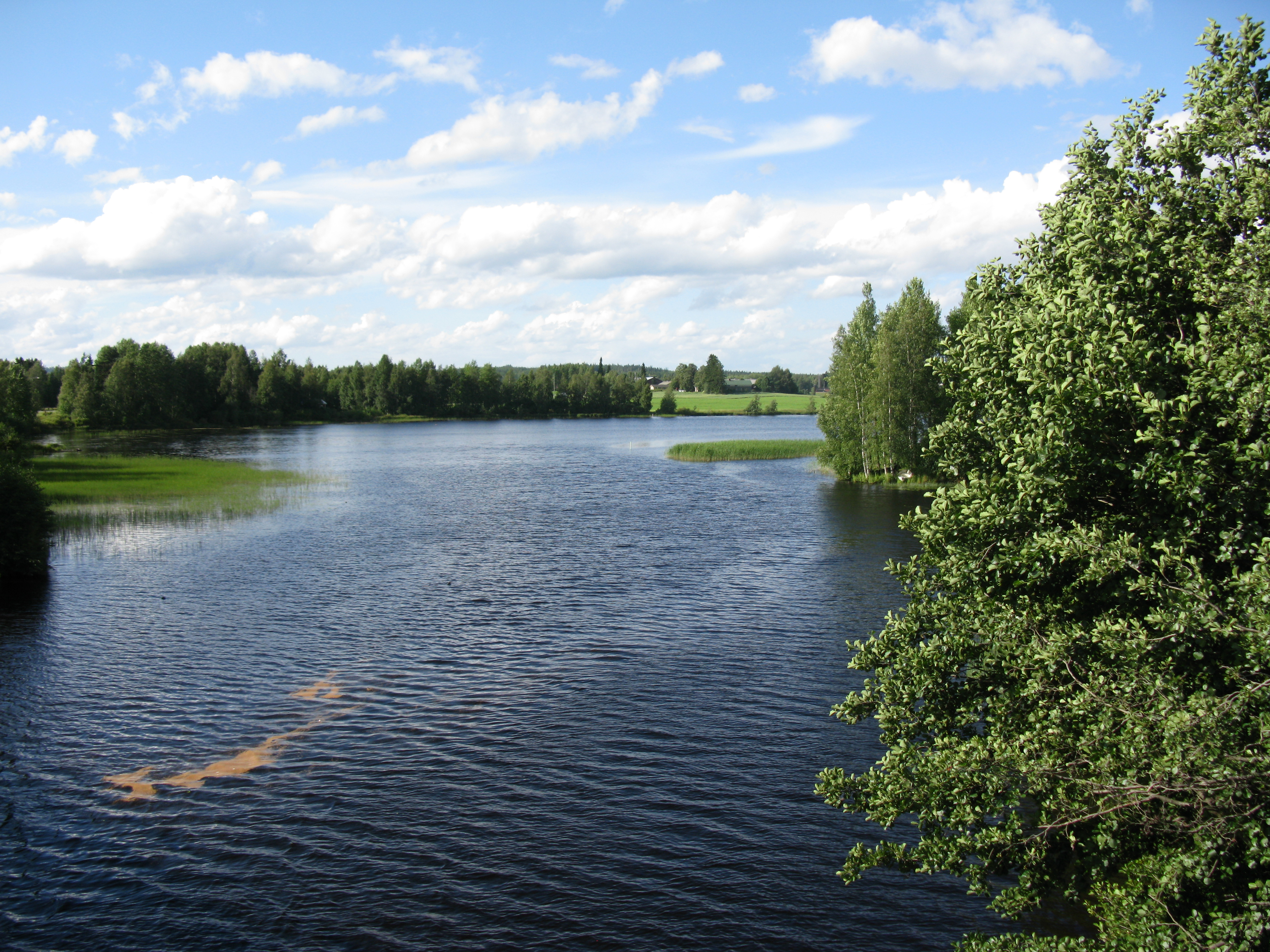
نهر كوليونفيرتا.

معركة كوليونفيرتا (بالفنلندية Koljonvirran taistelu) دارت بين قوات الإمبراطوريتين السويدية والروسية في 27 أكتوبر 1808 خلال الحرب الفنلندية.
بعد هزيمة الجيش السويدية الرئيسي في معركة أورافايس ، اضطرت الجيش بقيادة يوهان أوغوست ساندلس للتراجع إلى سافو حتى لا يطوقه الروس. وجد ساندلز وضعاً جيداً دفاعياً شمال مدينة إيزالمي و قرر مقاومة الزحف الروسي هناك.
شهدت الفترة ما بين 29 سبتمبر و 27 أكتوبر وقفاً لإطلاق النار. كان عديد جنود ساندلز أقل بكثير إلا أنه كان بموقف جيد دفاعياً بين بحيرتين متصلتان بنهر كوليونفيرتا و استعد جيداً خلال وقف إطلاق النار. كان وقف إطلاق النار ينتهي يوم 27 أكتوبر عند الساعة 1:00 ، لكن الروس بدءوا هجومهم قبل ذلك بقليل، ربما بسبب فارق التوقيت بين السويد و روسيا. قهقر ساندلز القوات على الجانب الجنوبي من النهر فهاجم الروس على الجسر المدمر جزئياً. شن السويديون هجوماً مضاداً مـُلقين بالقوات الروسية في النهر بكل معنى الكلمة. وصلت قوات روسية إضافية على ضفة النهر الجنوبية ، لكنهم لم يحاولوا الهجوم مرة أخرى. هذه المعركة هي الانتصار السويدي الأخير على التراب الفنلندي.